# Miguel de Trebisonda
Miguel de Trebisonda o Miguel Gran  Comneno (en griego: Μιχαήλ Μέγας Κομνηνός, Mikhaēl Megas Komnēnos; 1285-después de 1355), fue emperador de Trebisonda. Fue hijo menor del emperador Juan II de Trebisonda y Eudoxia Paleóloga. En julio de 1341, Miguel intentó sin éxito derrocar a la emperatriz Ana Anachoutlou (1341-1342) y ascender al trono de Trebisonda. Sin embargo, el 24 de mayo de 1344, se las arregló para ocupar el trono después de derrocar a su hijo Juan III de Trebisonda (1342-44). Renunció el 13 de diciembre de 1349, debido a una mala salud.